# Eudmeta brunnea
Eudmeta brunnea är en tvåvingeart som beskrevs av Meijere 1904. Eudmeta brunnea ingår i släktet Eudmeta och familjen vapenflugor. Inga underarter finns listade i Catalogue of Life.